# Grand Prix Formule 1 van Italië 1952
De Grand Prix Formule 1 van Italië 1952 werd gehouden op 7 september op het Autodromo Nazionale Monza in Monza. Het was de achtste en laatste race van het seizoen.

## Uitslag
| Pos. | Nr. | Coureur               | Constructeur          | Rondes | Tijd / Oorzaak uitval | Grid | Punten |
| ---- | --- | --------------------- | --------------------- | ------ | --------------------- | ---- | ------ |
| 1    | 12  | Alberto Ascari        | Ferrari               | 80     | 2:50:45.6             | 1    | 81⁄2S  |
| 2    | 26  | José Froilán González | Maserati              | 80     | +1:01.8               | 5    | 61⁄2S  |
| 3    | 16  | Luigi Villoresi       | Ferrari               | 80     | +2:04.2               | 2    | 4      |
| 4    | 10  | Giuseppe Farina       | Ferrari               | 80     | +2:11.4               | 3    | 3      |
| 5    | 22  | Felice Bonetto        | Maserati              | 79     | +1 Ronde              | 13   | 2      |
| 6    | 8   | André Simon           | Ferrari               | 79     | +1 Ronde              | 8    |        |
| 7    | 14  | Piero Taruffi         | Ferrari               | 77     | +3 Rondes             | 6    |        |
| 8    | 48  | Chico Landi           | Maserati              | 76     | +4 Rondes             | 18   |        |
| 9    | 40  | Ken Wharton           | Cooper-Bristol        | 76     | +4 Rondes             | 15   |        |
| 10   | 62  | Louis Rosier          | Ferrari               | 75     | +5 Rondes             | 17   |        |
| 11   | 50  | Eitel Cantoni         | Maserati              | 75     | +5 Rondes             | 23   |        |
| 12   | 30  | Dennis Poore          | Connaught-Lea-Francis | 74     | +6 Rondes             | 19   |        |
| 13   | 36  | Eric Brandon          | Cooper-Bristol        | 73     | +7 Rondes             | 20   |        |
| 14   | 2   | Robert Manzon         | Gordini               | 71     | +9 Rondes             | 7    |        |
| 15   | 38  | Alan Brown            | Cooper-Bristol        | 68     | +12 Rondes            | 12   |        |
| DNF  | 32  | Stirling Moss         | Connaught-Lea-Francis | 60     | Ophanging             | 1    |        |
| DNF  | 46  | Gino Bianco           | Maserati              | 46     | Motor                 | 25   |        |
| DNF  | 6   | Jean Behra            | Gordini               | 42     | Motor                 | 11   |        |
| DNF  | 42  | Mike Hawthorn         | Cooper-Bristol        | 38     | Niet geklasseerd      | 12   |        |
| DNF  | 24  | Franco Rol            | Maserati              | 24     | Motor                 | 16   |        |
| DNF  | 4   | Maurice Trintignant   | Gordini               | 5      | Motor                 | 4    |        |
| DNF  | 28  | Kenneth McAlpine      | Connaught-Lea-Francis | 4      | Ophanging             | 2    |        |
| DNF  | 18  | Rudolf Fischer        | Ferrari               | 3      | Motor                 | 16   |        |
| DNF  | 34  | Elie Bayol            | Osca                  | 0      | Versnellingsbak       | 10   |        |
| DNQ  | 70  | Charles de Tornaco    | Ferrari               |        | Niet gekwalificeerd   | —    |        |
| DNQ  | 58  | Alberto Crespo        | Maserati              |        | Niet gekwalificeerd   | —    |        |
| DNQ  | 60  | Toulo de Graffenried  | Maserati              |        | Niet gekwalificeerd   | —    |        |
| DNQ  | 54  | Peter Collins         | HWM-Alta              |        | Niet gekwalificeerd   | —    |        |
| DNQ  | 68  | Peter Whitehead       | Ferrari               |        | Niet gekwalificeerd   | —    |        |
| DNQ  | 56  | Tony Gaze             | HWM-Alta              |        | Niet gekwalificeerd   | —    |        |
| DNQ  | 64  | Bill Aston            | Aston Butterworth     |        | Niet gekwalificeerd   | —    |        |
| DNQ  | 52  | Lance Macklin         | HWM-Alta              |        | Niet gekwalificeerd   | —    |        |
| DNQ  | 20  | Hans Stuck            | Ferrari               |        | Niet gekwalificeerd   | —    |        |
| DNQ  | 44  | Piero Dusio           | Cisitalia-BPM         |        | Niet gekwalificeerd   | —    |        |
| DNQ  | 66  | Johnny Claes          | Simca-Gordini-Gordini |        | Niet gekwalificeerd   | —    |        |

## Statistieken
| Pole-position | Alberto Ascari                         | Ferrari            | 2:05.7 |
| Snelste ronde | Alberto Ascari / José Froilán González | Ferrari / Maserati | 2:05.7 |

## Noot
- Dit was het debuut voor de Argentijnse coureur Alberto Crespo en voor de Italiaanse coureur Piero Dusio.
- Eerste snelste ronde voor José Froilán González.
- Eerste wereldkampioenschap voor Alberto Ascari en tweede voor een Italiaanse coureur. Ascari was de derde coureur die wereldkampioen werd.
- Vijfde podiumplaats voor Luigi Villoresi.

1921 · 1922 · 1923 · 1924 · 1925 · 1926 · 1927 · 1928 · 1931 · 1932 · 1933 · 1934 · 1935 · 1936 · 1937 · 1938 · 1947 · 1948 · 1949 · 1950 · 1951 · 1952 · 1953 · 1954 · 1955 · 1956 · 1957 · 1958 · 1959 · 1960 · 1961 · 1962 · 1963 · 1964 · 1965 · 1966 · 1967 · 1968 · 1969 · 1970 · 1971 · 1972 · 1973 · 1974 · 1975 · 1976 · 1977 · 1978 · 1979 · 1980 · 1981 · 1982 · 1983 · 1984 · 1985 · 1986 · 1987 · 1988 · 1989 · 1990 · 1991 · 1992 · 1993 · 1994 · 1995 · 1996 · 1997 · 1998 · 1999 · 2000 · 2001 · 2002 · 2003 · 2004 · 2005 · 2006 · 2007 · 2008 · 2009 · 2010 · 2011 · 2012 · 2013 · 2014 · 2015 · 2016 · 2017 · 2018 · 2019 · 2020 · 2021 · 2022 · 2023 · 2024 · 2025